# Qaina (Sklavin)
Qaina (geb. im 8. Jahrhundert, gest. im 9. Jahrhundert) war eine mutmaßliche Sklavin und Konkubine des fünften Abbasiden-Kalifen Harun al-Raschid (766–809, reg. 786–809).

## Leben
Nach einem Erzählbericht des Historikers Ibn Abi Tahir Tayfur (819–893) war Qaina eine Sklavenkonkubine des fünften Abbasiden-Kalifen Harun al-Rashid, die diesem auch einen Sohn geboren haben soll. Sie besaß eine Sklavin, in die Salih ibn Muhammad, genannt al-Hariri, ein Hofgünstling des Kalifen al-Muntasir (837–862), in seiner Jugend verliebt war. Als dieser davon dem Kalifen al-Muntasir berichtete, bot dieser an, sie mit ihm zu verheiraten, wenn sie eine freie Frau war, oder sie zu kaufen, wenn sie noch eine Sklavin war; letzteres war der Fall. Qaina ließ ihre Dienerin frei und diese wurde mit al-Hariri verheiratet.

## Andere Quellen
In al-Tabaris (839–923) Hauptwerk Tarikh al-Tabari findet sich in der Auflistung der Kinder Harun al-Raschids und deren Müttern der Name Qaina nicht.